# Itu Challenger 1988
L'Itu Challenger 1988 è stato un torneo di tennis facente parte della categoria ATP Challenger Series nell'ambito dell'ATP Challenger Series 1988. Il torneo si è giocato a Itu in Brasile dal 9 al 15 maggio 1988 su campi in cemento.

## Vincitori

### Singolare
Mauro Menezes ha battuto in finale  Cássio Motta con il punteggio di 7–5, 6–7, 6–4

### Doppio
Marcos Hocevar /  Alexandre Hocevar hanno battuto in finale  Ivan Kley /  Fernando Roese con il punteggio di 6–4, 6–7, 6–4